# Le Pin (Charente Marittima)
Le Pin è un comune francese di 70 abitanti situato nel dipartimento della Charente Marittima nella regione della Nuova Aquitania.

## Società

### Evoluzione demografica
Abitanti censiti